# Byrevattnet (Lurs socken, Bohuslän)
Byrevattnet är en sjö i Tanums kommun i Bohuslän och ingår i Enningdalsälvens huvudavrinningsområde. Sjön är 7 meter djup, har en yta på 0,03 kvadratkilometer och är belägen 105 meter över havet.